# Rolls-Royce Trent 800
Rolls-Royce Trent 800 é um motor de aeronaves turbofan, desenvolvido a partir do RB211 e é um motor da família Trent. Ele foi projetado para ser utilizado no Boeing 777.